# Masacre de La Paragua
La Masacre de La Paragua ocurrió el 26 de septiembre de 2006 en el municipio Raúl Leoni del estado Bolívar, en Venezuela, durante la presidencia de Hugo Chávez, cuando un grupo de militares del Teatro de Operaciones número 5 (TO5) asesinó a seis mineros en el sector de La Paragua. Según reseñó El Universal, los diez funcionarios involucrados fueron condenados más de un año después, el 18 de diciembre de 2007.

## Hechos
Una división del Teatro de Operaciones número 5 (TO5) fue enviada para desarticular unas invasiones mineras presuntamente ilegales en el sector. La prensa regional había publicado la denuncia hecha por mineros que sostenía que el TO-5 los estaba desalojando de las minas sin haberlos reubicado previamente en las de Guariche y Chicanán, conforme a lo prometido por el gobierno nacional dentro del marco de la llamada “reconversión minera”.Poco antes de las 10:00 a. m., un grupo de exploradores decidió regresar a la mina de El Papelón, en La Paragua, por falta de combustible. En el camino fueron sorprendidos por un helicóptero del TO-5, del cual descendieron varios efectivos que, tras detenerlos, los ejecutaron. La intervención produjo un saldo de al seis mineros muertos, incluyendo a dos indígenas y cuatro mineros en Maripa Alto Caura.
La primera versión oficial, ofrecida por el general Francisco Enrich, comandante del TO-5, solo anunciaba que la única aeronave de la FANB que sobrevoló la zona del Alto Paragua no estaba equipada con armamento de gran poder y que sólo hacía vuelos de reconocimiento para atender a denuncias de las comunidades indígenas del sector sobre daños ambientales. Más tarde, el entonces Ministro de Defensa, Raúl Isaías Baduel, calificó como la masacre como un “enfrentamiento”.
El único sobreviviente de la masacre, Manuel Felipe Lizardi, declaró que los efectivos lanzaron potentes explosivos desde el aire que destruyeron el campamento donde se encontraban. Según versiones posteriores, catorce funcionarios acribillaron a seis mineros en El Papelón de Turumbán y otras cuatro víctimas se ahogaron mientras intentaban escapar de otra comisión militar en Maripa.

## Reacciones
El caso generó una ola de protestas de familiares y dirigentes sindicales en la entidad, conduciendo al pronunciamiento del presidente Hugo Chávez. El presidente Chávez reconoció expresamente que efectivos de la Fuerza Armada Nacional usaron de manera abusiva de las armas, quien afirmó que en el caso “hubo uso excesivo de armas de guerra, y eso tiene que ser penado de manera contundente”, exhortando a que se hicieran las investigaciones correspondientes y manifestando su voluntad para poner fin a este tipo de prácticas.
El Foro por la Vida, integrado por quince organizaciones venezolanas de derechos humanos, repudió categóricamente la masacre al constituir una violación múltiple de los derechos humanos, recordando que una situación similar había ocurrido el 14 de marzo de 2006 en la misma población de La Paragua, resultando en un saldo de dos víctimas fatales, además de constantes atropellos y hostigamientos.
Las investigaciones condujeron a un juicio donde se acusó a catorce efectivos militares, quienes se mantuvieron con privativa de libertad durante el proceso judicial. El entonces ministro de interior, Jesse Chacón, insistió en la tesis del enfrentamiento, pues se habrían encontrado dos escopetas en manos de los mineros asesinados, ante los cuales los uniformados habrían respondido disparando con fusiles. Diez funcionarios fueron condenados a entre 15 y 17 años de cárcel en sentencias individuales.